# 12 (singolo)
12 è un singolo del rapper russo Morgenštern, pubblicato il 14 marzo 2022.

## Descrizione
È un brano in omaggio al fratello più piccolo dell'interprete, nonché un chiaro riferimento all'invasione russa dell'Ucraina, di cui ne condanna le azioni.

## Video musicale
Il video musicale è stato reso disponibile in concomitanza con l'uscita del brano attraverso il canale YouTube dell'artista.

## Tracce
Testi e musiche di Ališer Tagirovič Morgenštern e Vladislav Palagin.
1. 12 – 3:00

## Formazione
- Morgenštern – voce
- Palagin – produzione

## Classifiche
| Classifica (2022) | Posizione massima |
| ----------------- | ----------------- |
| Lituania          | 97                |
| Russia            | 5                 |